# Rio Barta
O Rio Barta é um rio da Romênia afluente do Rio Asău, localizado no distrito de Bacău.